# Jan Matłachowski
Jan Matłachowski (ur. 13 sierpnia 1879 w Brzeżanach, zm. po 1931) – polski nauczyciel, działacz społeczny.

## Życiorys
Był wyznania rzymskokatolickiego. W C. K. Gimnazjum w Brzeżanach ukończył: ze stopniem celującym Ia klasę w 1890, II klasę w 1891, ze stopniem pierwszym IV klasę w 1893, ze stopniem I. z odznaczeniem w 1895 VI klasę, w 1897 VIII. Studiował na Uniwersytecie Franciszkańskim we Lwowie.
2 sierpnia 1899 w sali ratuszowej we Lwowie staraniem Towarzystwa polskiej młodzieży rękodzielniczej im. Kilińskiego odbył się uroczysty wieczór dla uczczenia pamięci Wiśniowskiego i Kapuścińskiego. Akademik Matłachowski przemówił na wstępie, wskazał na ideje którym młodzież zostanie wierną i zapewnił, że młodzież akademicka zawsze szła ręka w ręką z rzemieślnikami, szczególnie w sprawach narodowych, wreszcie oddał hołd pamięci bohaterów. W latach 1898–1900 był stypendystą Zakładu Narodowego im. Ossolińskich. Wieczorem 22 listopada 1901 w sali teatru ludowego przy ul. Zimorowicza we Lwowie uszestniczył w walnym zgromadzeniu Czytelni akademickiej we Lwowie. W listopadzie 1901 uszestniczył w wiecu polskiej młodzieży akademickiej, który odbył się w Czytelni akademickiej.
25 sierpnia 1908: został nauczycielem rzeczywistym; C. K. Rada szkolna krajowa reskryptem (l. 2536 Pr. lub 253 Pr.) nadala Janowi Matłachowskiemu, zastępcy nauczyciela w C. K. Gimnazyum w Brzeżanach posadę nauczycieiską w C. K. Gimnazjum w Buczaczu.  
W niedzielę 17 września 1911 w sali polskiego «Sokoła» odbyło się walne zgromadzenie członków Koła Towarzystwa Szkoły Ludowej w Buczaczu, na którem przewodniczący Koła Jan Matlachowski oraz zastępca Hełczyński, inspektor podatkowy zdali sprawozdanie z czynności ustępującego zarządu Koła oraz zostali wybrani ponownie. Wygłosił słowo wstępne podczas uroczystego wieczorka, który 18 lub 19 maja 1912 odbył się w sali polskiego «Sokoła» w Buczaczu w ramach obchodow rocznicy uchwalenia Konstytucji 3 maja. 17 kwietnia 1913 został profesorem C. K. Gimnazjum w Buczaczu. W październiku 1918 Minister wyznań i oświaty przyznał VIII. klasę rangi profesorom Gimnazjum w Buczaczu Janowi Matłachowskiemu i Henrykowi Rose. Przez pewien czas był prezesem Towarzystwa Szkoły Ludowej w Buczaczu.
Mianowany dyrektorem Państwowego Gimnazjum w Drohobyczu od dnia 1 listopada 1919 (reskrypty Ministerstwa Wyznań Religijnych i Oświecenia Publicznego z 30 października 1919 L. 13589/IIS, Rady Szkolnej krajowej z 16 listopada 1919 L. 9058). 12 stycznia 1920 objął urzędowanie w Gimnazjum państwowym im. Króla Władysława Jagiełły w Drohobyczu. Uczył historji i geografji. Zastępca przewodniczącego, członek Wydziału wykonawczego tudzież Urzędu dyscyplinarnego Rady szkolnej powiatowej w Drohobyczu, prezes Towarzystwa bursy polskiej im. Adama Mickiewicza, prezes Koła przyjaciół harcerstwa polskiego w Drohobyczu.
Otrzymał urlop płatny celem poratowania zdrowia na czas od 1 września do 31 października 1929 r. (reskrypt Kuratorjum Okręgu Szkolnego Lwowskiego z 24 sierpnia 1929, Nr II–I1839/29), przedłużenie płatnego urlopu dla poratowania zdrowia do końca stycznia 1930 r. (reskrypt Kuratorjum Okręgu Szkolnego Lwowskiego z 19 października 1929 Nr II-13604/29). Przeniesiony w stan spoczynku 31 października 1931 dekretem Ministra W.R. i O.P. z 9 października 1931 Nr B.P.–7044/31 i rozporządzeniem Kuratorjum Okręgu Szkolnego Lwowskiego z 20 października 1931 Nr II.–16575/31.